# Peanut butter and jelly sandwich
Il peanut butter and jelly sandwich, a volte abbreviato con le sigle PBJ e  PB&J, è un sandwich statunitense a base di burro di arachidi e conserve di frutta.

## Storia
Tra le prime prime ricette che combinano il pane con il burro di arachidi vi è quella pubblicata dalla rivista Good Housekeeping il maggio del 1896, nella quale le casalinghe venivano "esortate a usare un tritacarne per fare il burro di arachidi da spalmare sul pane". Il mese successivo, la rivista culinaria Table Talk riportò il metodo di preparazione di un peanut butter sandwich.
La prima vera e propria descrizione inerente al peanut butter and jelly sandwich è però quella apparsa nel Boston Cooking School Magazine del 1901. La preparazione, attribuita a Julia Davis Chandler, consisteva nell'usare "tre strati molto sottili di pane e due di ripieno, uno con pasta di arachidi di un marchio a scelta e un altro con gelatina di ribes o di melo selvatico"; Chandler riportò che il panino fosse "a suo dire originale".
All'inizio del XX secolo il peanut butter and jelly sandwich iniziò a essere usato dai ceti sociali più bassi grazie al ridursi del costo medio del burro di arachidi. Durante gli anni venti, periodo in cui si diffuse il pancarré tagliato a fette, divenne uno spuntino apprezzato dai bambini anche grazie alla sua facilità di preparazione.
Stando a un'indagine effettuata nel 2002, gli statunitensi consumano 1.500 peanut butter and jelly sandwich prima di laurearsi.
Il 2 aprile di ogni anno si festeggia il National Peanut Butter and Jelly Day, la giornata dedicata al panino con confettura e burro di arachidi.

## Valori nutrizionali
Un panino composto da due fette di pancarré bianco, due cucchiai di burro di arachidi e confettura d'uva fornisce 403 kcal, 18 g di grassi, 58 g di carboidrati (principalmente zucchero) e 12 g di proteine (corrispondente al 27% della dose giornaliera raccomandata di grassi) e il 22% di calorie. Sebbene circa il 50% delle calorie provenga dai grassi, la maggior parte proviene da grassi monoinsaturi e polinsaturi, che l'American Heart Association considera benefici per la salute del cuore.

## Alimenti simili e varianti
Il peanut butter and jelly sandwich può contenere degli ingredienti aggiuntivi o sostitutivi, come ad esempio le banane o altra frutta a pezzi, il miele, il burro di mandorle o di altri semi oleoginosi e la crema di formaggio.
L'Elvis sandwich e il Fool's Gold, che il cantante Elvis Presley era solito consumare, contengono entrambi il burro di arachidi.
La crema di marshmallow può sostituire o essere aggiunta agli altri ingredienti del peanut butter and jelly sandwich. Il panino che ne risulta si chiama fluffernutter.